# 拉萨古里亚
拉萨古里亚（西班牙語：Lazagurría）是西班牙纳瓦拉的一个市镇。总面积17平方公里，总人口215人（2001年），人口密度13人/平方公里。